# Ignacio Ramírez
Juan Ignacio Paulino Ramírez Calzada, conhecido como Ignacio Ramírez, (22 de junho de 1818 - 15 de junho de 1879) foi um escritor, poeta, jornalista, advogado, ateu e liberal político de San Miguel de Allende, no México. Seu pai tinha sido um proeminente político federalista. No ato de escrever, Ramírez usou o pseudônimo El Nigromante (O Necromante). Ele defendia os direitos dos índios e trabalhou com Guillermo Prieto para iniciar o periódico satírico chamado Don Simplicio. Ramírez é considerado um membro da "geração romântica" dos liberais mexicanos, coincidindo com a Reforma Liberal; outros foram Ponciano Arriaga, Miguel Lerdo de Tejada, Melchor Ocampo e Guillermo Prieto.